# Eupetinus latimargo
Eupetinus latimargo är en skalbaggsart som beskrevs av Scott 1908. Eupetinus latimargo ingår i släktet Eupetinus och familjen glansbaggar. Inga underarter finns listade i Catalogue of Life.